# Margaret Edwards (attrice)
Margaret Edwards (Los Angeles, 1895 – 1929) è stata un'attrice statunitense.

## Biografia

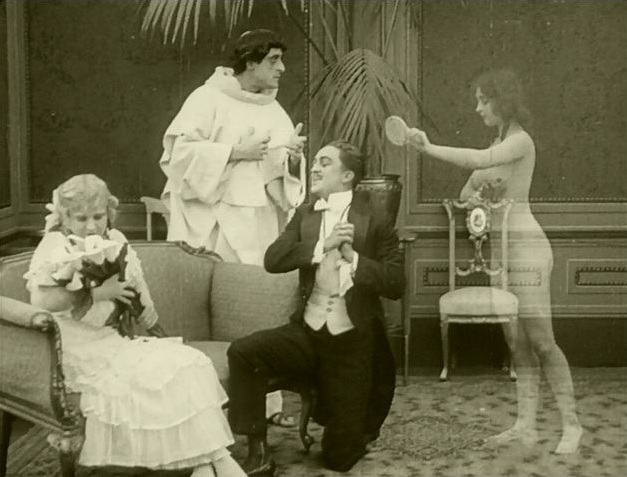
Una scena del film Hypocrites

Margaret era figlia di Edyth Edwards, insegnante di educazione fisica per le ragazze delle scuole secondarie di Los Angeles, che pensò di lanciare la sedicenne Margaret sul palcoscenico: alta 158 cm, 51 chili di peso, 84 cm di seno, 58 di vita e 81 di fianchi, fu presentata come la “Perfect Girl”, muovendosi su un fondale boschivo vestita di una tunica leggera che non celava troppo le sue grazie. L'esibizione comprendeva esercizi fisici e di respirazione adatti a sviluppare l'elasticità degli arti e la tonicità nei muscoli.  
Ben presto notata dalla vicina e nascente Hollywood, nel 1914 apparve nel cortometraggio di Edward Dillon A Physical Culture Romance, dove non a caso impersonò il ruolo di un'insegnante di ginnastica. Seguì il film-scandalo di Lois Weber Hypocrites, dove la Edwards interpretò “la nuda verità”, apparendo per quattro minuti senza vestiti, per quanto in immagini rese opportunamente evanescenti. Con il corto Sunshine Molly, diretto e interpretato nel 1915 ancora da Lois Weber, la breve carriera cinematografica di Margaret Edwards ebbe termine.  
Per qualche tempo partecipò a spettacoli di vaudeville allestiti da Alexander Pantages, un noto imprenditore dell'epoca, poi anche questa attività cessò. Il 24 settembre 1917 il quotidiano Los Angeles Herald diede notizia in prima pagina, accanto ai disordini provocati in Russia dal tentato colpo di stato del generale Kornilov, del matrimonio di Margaret Edwards, la famosa “Naked Truth”, con Howard Towle, figlio di un proprietario di miniere di Globe, in Arizona.
Margaret Edwards morì prematuramente nel 1929.